# 中居くん決めて!
『中居くん決めて!』（なかいくんきめて）は、TBSテレビで2018年10月22日から2020年3月23日まで月曜版『テッペン!』枠で放送されていたトークバラエティ番組であり、中居正広の冠番組でもある。

## 概要
人々が決められない物事に着目し、「人々の悩み」と「迷う悩み」に関して、中居が決めるといった番組。
2019年11月29日、初のゴールデン2時間SPを20:00 - 22:00（JST。『JNNフラッシュニュース』を内包）で放送。
2020年4月より、木曜版『テッペン!』枠において、中居と宮川大輔・本田翼がMCを務める『中居大輔と本田翼と夜な夜なラブ子さん』が開始されることが決定し、同時に2020年3月末で本番組が終了することが決定した。しかし、新型コロナウイルスの影響でスタジオ収録が行えず開始が遅れ、結局1クール置いて7月2日に開始する事になった。これにより、『UTAGE!』から6年にわたり続いた月曜版『テッペン!』枠の中居司会の番組は終了することとなった。

## 出演者

### MC
- 中居正広

### アシスタント
- 江藤愛（TBSアナウンサー）[4]
- 伊東楓（放送当時、TBSアナウンサー）[4] - 相談者の似顔絵や出演者陣の発言などをホワイトボードにまとめる。また、若い女性目線での意見を求められることもある。

### 準レギュラー
- 平成ノブシコブシ（吉村崇・徳井健太）- 徳井はレポーターとして出演。
- トレンディエンジェル（斎藤司・たかし）- たかしはレポーターとして出演。
- サンドウィッチマン（伊達みきお・富澤たけし）- それぞれピンで出演することもある。

### 決めたガール（不定期出演）
- 伊藤しほ乃、江藤菜摘、大橋ミチ子、北見直美、幸田彩加、戸田れい、平塚奈菜、藤原亜紀乃ほか

## スタッフ
- 総合演出：井上充[5]
- 構成：小林清人、大平将貴
- TM：山下直
- TD：中村年正
- VE：大場貴文、愛川颯丈、木野内洋
- カメラ：間島啓輔
- 音声：森和哉、浜崎健、池田千廣
- 照明：鈴木博之、加藤美和子
- 美術プロデューサー：中西忠司
- 美術デザイン：西出衣織
- 美術制作：羽田一成
- 装置：安丸祐介、相良比佐夫
- 操作：岩尾匡介、石川清大
- メカシステム：庄子泰広
- 電飾：渡辺竜明
- アクリル装飾：森美男
- 装飾：篠原直樹
- 持道具：岩本美徳
- 衣装：渥美知恵
- メイク：アートメイク・トキ、田中智子
- ヘアメイク：山内勝博
- スタイリスト：大村淳子
- 音響効果：金子喜久夫
- 編集：太田健二
- MA：松尾隆裕
- 宣伝：伊藤隆大
- TK：海東祐里奈
- 編成：石原隆史
- 協力：麒麟スタジオ
- MP：吉橋隆雄
- AD：佐野竜也、五位野春花、田口友美、赤津未奈、大塚圭人、原田裕平
- AP：大熊早貴、難波容子
- ディレクター：中島裕子、後藤北斗、平塚怜、坂本篤、新井孝輔、國弘明子、篠崎友和、櫻井彩香、米本樹
- スタジオ演出：藤本俊介（以前はディレクター）
- プロデューサー：時松隆吉[5]、升田久美、西原信行、山本愛（山本→以前はAP）、大森美智代
- 監修：石田昌浩[5]
- 制作協力：Zプラス[5]、NO_b
- 製作著作：TBS[5]

### 過去のスタッフ
- 中継伝送：平井健博、高木大介
- 中継カメラ：所真沙樹
- 中継音声：中島知文
- 美術デザイナー：増田隼人
- 編成：岸田大輔
- 企画：若林愛美

## 放送リスト
| 回 | 放送日   | 出演者 | 備考                                 |
| -- | -------- | --- | ------------------------------------ |
| 1  | 10月22日 | 伊達みきお（サンドウィッチマン）、土屋アンナ、トレンディエンジェル、山口真由                                         |                                      |
| 2  | 10月29日 | 鈴木紗理奈、金子恵美、伊達みきお（サンドウィッチマン）、トレンディエンジェル                                         |                                      |
| 3  | 11月05日 | トレンディエンジェル、中江有里、本谷亜紀、吉村崇（平成ノブシコブシ）                                                 |                                      |
| 4  | 11月12日 | カズレーザー（メイプル超合金）、滝沢カレン、トレンディエンジェル、若林史江                                           |                                      |
| 5  | 11月19日 | 岡井千聖、伊達みきお（サンドウィッチマン）、トレンディエンジェル、LISA                                               |                                      |
| 6  | 11月26日 | 高橋愛、伊達みきお（サンドウィッチマン）、トレンディエンジェル、山口真由                                             |                                      |
| 7  | 12月03日 | アンゴラ村長（にゃんこスター）、筧美和子、古市憲寿、平成ノブシコブシ、矢田亜希子                                     |                                      |
| 8  | 12月10日 | 金子恵美、徳井健太（平成ノブシコブシ）、トレンディエンジェル、にゃんこスター、池田美優、山崎弘也（アンタッチャブル） |                                      |
| 9  | 12月25日 | 青山テルマ、近藤サト、サンドウィッチマン、川村エミコ（たんぽぽ）                                                     | 0:16 - 1:15に放送。 （20分繰り下げ） |

| 回 | 放送日    | ゲスト | 備考              |
| -- | --------- | --- | ----------------- |
| 10 | 01月21日  | 朝日奈央、サンドウィッチマン、高岡早紀、白根尚貴 |                   |
| 11 | 01月28日  | 小木博明（おぎやはぎ）、hitomi、古市憲寿 |                   |
| 12 | 02月04日  | 岡井千聖、LISA、ROLAND、トレンディエンジェル |                   |
| 13 | 02月11日  | トレンディエンジェル、壇蜜、中江有里、藤田ニコル、吉村崇（平成ノブシコブシ） |                   |
| 14 | 02月18日  | 徳井健太（平成ノブシコブシ）、トレンディエンジェル、藤田ニコル、山口真由 |                   |
| 15 | 02月25日  | 小島瑠璃子、サンドウィッチマン、トレンディエンジェル |                   |
| 16 | 03月04日  | 秋山竜次（ロバート）、伊東楓、トレンディエンジェル、関口アナム、若槻千夏、若林史江 |                   |
| 17 | 03月11日  | 高橋茂雄（サバンナ）、トレンディエンジェル、雛形あきこ、古市憲寿 |                   |
| 18 | 03月18日  | 斉藤慎二（ジャングルポケット）、鈴木紗理奈、須田亜香里（SKE48）、トレンディエンジェル、青山ひかる |                   |
| 19 | 04月08日  | サンドウィッチマン、高橋真麻、トレンディエンジェル、光浦靖子、藤原亜紀乃、江藤愛、伊東楓、加藤有生子 |                   |
| 20 | 04月22日  | 江藤愛、伊東楓、サンドウィッチマン、トレンディエンジェル、夏菜、馬場典子、キンタロー。、重盛さと美、加藤有生子 |                   |
| 21 | 04月29日  | 江藤愛、伊東楓、伊藤聡子、小宮浩信（三四郎）、トレンディエンジェル、堀田茜、伊藤しほ乃、幸田彩加 |                   |
| 22 | 05月6日   | トレンディエンジェル、江藤愛、伊東楓、川村エミコ（たんぽぽ）、児嶋一哉（アンジャッシュ）、宮澤エマ |                   |
| 23 | 05月13日  | トレンディエンジェル、江藤愛、伊東楓、カズレーザー（メイプル超合金）、三輪記子、谷まりあ |                   |
| 24 | 05月20日  | トレンディエンジェル、伊東楓、サンドウィッチマン、山口もえ、袴田吉彦 |                   |
| 25 | 05月27日  | トレンディエンジェル、伊東楓、川村エミコ（たんぽぽ）、川崎希、加藤歩（ザブングル）、高橋ユウ |                   |
| 26 | 06月03日  | トレンディエンジェル、江藤愛、伊藤しほ乃、藤田恵名、藤原亜紀乃、伊東楓、北見直美、幸田彩加、上地雄輔、hitomi、カズレーザー（メイプル超合金）、岡副麻希                                                                                     |                   |
| 27 | 06月10日  | サンドウィッチマン、江藤愛、伊東楓、トレンディエンジェル、壇蜜 |                   |
| 28 | 06月17日  | サンドウィッチマン、トレンディエンジェル、江藤愛、伊東楓、加藤有生子、池田美優 |                   |
| 29 | 06月24日  | トレンディエンジェル、江藤愛、伊東楓、千秋、岡田圭右（ますだおかだ）、須田亜香里（SKE48） |                   |
| 30 | 07月01日  | トレンディエンジェル、江藤愛、伊東楓、小倉優子、児嶋一哉（アンジャッシュ）、IKKO |                   |
| 31 | 07月08日  | トレンディエンジェル、江藤愛、伊東楓、友近、土屋礼央（RAG FAIR） |                   |
| 32 | 07月15日  | トレンディエンジェル、江藤愛、伊藤しほ乃、戸田れい、藤原亜紀乃、伊東楓、江藤菜摘、北見直美、矢田亜希子、辻希美、カズレーザー（メイプル超合金）                                                                                             |                   |
| 33 | 07月22日  | トレンディエンジェル、江藤愛、伊東楓、鈴木紗理奈、皆藤愛子、カンニング竹山、たけうち亜美、吉沢さりぃ |                   |
| 34 | 07月29日  | トレンディエンジェル、江藤愛、伊東楓、松嶋尚美、高橋真麻、瑠依☆美豚、ゆりやんレトリィバァ、柏崎桃子 |                   |
| 35 | 08月05日  | トレンディエンジェル、江藤愛、伊東楓、菊地亜美、カズレーザー（メイプル超合金）、堀田茜 |                   |
| 36 | 08月12日  | トレンディエンジェル、江藤愛、伊東楓、サンドウィッチマン、川崎希、片山陽加、佐藤夏希 |                   |
| 37 | 08月19日  | トレンディエンジェル、江藤愛、伊東楓、河北麻友子、ヒロミ、古市憲寿 |                   |
| 38 | 08月26日  | トレンディエンジェル、江藤愛、伊東楓、土屋礼央（RAG FAIR）、若槻千夏、敦子、戸田れい |                   |
| 39 | 09月02日  | 江藤愛、伊東楓、トレンディエンジェル、菊地亜美、カズレーザー（メイプル超合金）、てんちむ、宮崎宣子、谷まりあ、堀田茜、須田亜香里（SKE48）、まりあ                                                                                          |                   |
| 40 | 09月10日  | トレンディエンジェル、江藤愛、大久保佳代子、高橋真麻、カズレーザー（メイプル超合金） |                   |
| 41 | 09月17日  | トレンディエンジェル、江藤愛、伊東楓、木下隆行（TKO）、ファーストサマーウイカ、矢部美穂 |                   |
| 42 | 09月24日  | トレンディエンジェル、江藤愛、伊東楓、辻希美、児嶋一哉（アンジャッシュ）、Dream Ami |                   |
| 43 | 010月08日 | トレンディエンジェル、児嶋一哉（アンジャッシュ）、菊地亜美、カンニング竹山、8princess、C-Style |                   |
| 44 | 010月21日 | トレンディエンジェル、江藤愛、伊東楓、山崎弘也（アンタッチャブル）、光浦靖子、河北麻友子 |                   |
| 45 | 010月28日 | トレンディエンジェル、江藤愛、伊東楓、サンドウィッチマン、壇蜜 |                   |
| 46 | 011月04日 | トレンディエンジェル、江藤愛、若槻千夏、向井慧（パンサー）、池田美優 |                   |
| 47 | 011月12日 | トレンディエンジェル、江藤愛、伊東楓、内田恭子、土屋礼央（RAG FAIR）、朝日奈央 |                   |
| 48 | 011月18日 | トレンディエンジェル、江藤愛、伊東楓、斉藤慎二（ジャングルポケット）、高田秋、髙橋海人（king&Prince） |                   |
| 49 | 011月25日 | トレンディエンジェル、江藤愛、伊東楓、小木博明（おぎやはぎ）、菊地亜美、堀田茜 |                   |
| SP | 011月29日 | 土屋礼央（RAG FAIR）、トレンディエンジェル、陣内智則、純烈、山崎弘也（アンタッチャブル）、山下真司、向井慧（パンサー）、ヒロミ、IKKO、DJ KOO、土田晃之、古市憲寿、もえのあずき、川田裕美、堀田茜、フワちゃん、唐橋ユミ、指原莉乃、伊沢拓司 | ゴールデン2時間SP |
| 50 | 012月02日 | トレンディエンジェル、江藤愛、大橋ミチ子、伊藤しほ乃、伊東楓、江藤菜摘、北見直美、幸田彩加、サンドウィッチマン、江野沢愛美、ミチ |                   |
| 51 | 012月09日 | トレンディエンジェル、江藤愛、伊東楓、土屋礼央、陣内智則、山崎弘也（アンタッチャブル）、山下真司、向井慧（パンサー）、ヒロミ、DJ KOO、土田晃之、古市憲寿、もえのあずき、川田裕美、唐橋ユミ、指原莉乃、伊沢拓司                             |                   |

| 回 | 放送日   | ゲスト | 備考                     |
| -- | -------- | --- | ------------------------ |
| 52 | 01月06日 | トレンディエンジェル、江藤愛、唐橋ユミ、土屋礼央、陣内智則、山崎弘也（アンタッチャブル）、山下真司、向井慧（パンサー）、ヒロミ、DJ KOO、土田晃之、古市憲寿、もえのあずき、川田裕美、堀田茜、フワちゃん、伊沢拓司 |                          |
| 53 | 01月13日 | トレンディエンジェル、江藤愛、伊東楓、大橋ミチ子、野呂佳代、須田亜香里（SKE48）、メイプル超合金、中川美優（まねきケチャ）、西野未姫                                                                              |                          |
| 54 | 01月20日 | トレンディエンジェル、江藤愛、伊東楓、大橋ミチ子、野呂佳代、須田亜香里（SKE48）、メイプル超合金、中川美優（まねきケチャ）、西野未姫                                                                              |                          |
| 55 | 01月27日 | トレンディエンジェル、江藤愛、伊東楓、永井佑一郎、ゆってぃ、AMEMIYA、ピスタチオ |                          |
| 56 | 02月03日 | トレンディエンジェル、江藤愛、伊東楓、大田理裟、ティモンディ、納言 |                          |
| 57 | 02月10日 | トレンディエンジェル、江藤愛、伊東楓、LINA（MAX）、おのののか、丸山礼、ゆきぽよ |                          |
| 58 | 02月17日 | トレンディエンジェル、江藤愛、伊東楓、サンドウィッチマン、板倉俊之（インパルス）、雛形あきこ、小沢一敬（スピードワゴン）、武田修宏                                                                               |                          |
| 59 | 02月24日 | トレンディエンジェル、江藤愛、伊東楓、てんちむ、金子恵美、池田美優、餅田コシヒカリ |                          |
| 60 | 03月02日 | トレンディエンジェル、江藤愛、伊東楓、北山宏光（Kis-My-Ft2）、近藤くみこ（ニッチェ）、バービー（フォーリンラブ）、山崎ケイ（相席スタート）                                                                       |                          |
| 61 | 03月09日 | トレンディエンジェル、江藤愛、伊東楓、手島優、さとう珠緒、ゆーびーむ☆、ゆきぽよ |                          |
| 62 | 03月16日 | トレンディエンジェル、江藤愛、伊東楓、クマムシ、もう中学生、響、レギュラー、江藤菜摘、北見直美 |                          |
| 63 | 03月23日 | トレンディエンジェル、江藤愛、伊東楓、クマムシ、もう中学生、響、レギュラー、江藤菜摘、北見直美 | この放送で最終回である。 |

## ネット局
| 放送対象地域   | 放送局                    | 系列    | 放送日時                     | 放送開始日     | ネット状況 |
| -------------- | ------------------------- | ------- | ---------------------------- | -------------- | ---------- |
| 関東広域圏     | TBSテレビ（TBS）          | TBS系列 | 月曜 23:56 - 翌0:55          | 2018年10月22日 | 制作局     |
| 北海道         | 北海道放送（HBC）         | TBS系列 | 月曜 23:56 - 翌0:55          | 2018年10月22日 | 同時ネット |
| 青森県         | 青森テレビ（ATV）         | TBS系列 | 月曜 23:56 - 翌0:55          | 2018年10月29日 | 同時ネット |
| 岩手県         | IBC岩手放送（IBC）        | TBS系列 | 月曜 23:56 - 翌0:55          | 2018年10月22日 | 同時ネット |
| 宮城県         | 東北放送（tbc）           | TBS系列 | 月曜 23:56 - 翌0:55          | 2018年10月22日 | 同時ネット |
| 山形県         | テレビユー山形（TUY）     | TBS系列 | 月曜 23:56 - 翌0:55          | 2018年10月22日 | 同時ネット |
| 福島県         | テレビユー福島（TUF）     | TBS系列 | 月曜 23:56 - 翌0:55          | 2018年10月22日 | 同時ネット |
| 長野県         | 信越放送 (SBC)            | TBS系列 | 月曜 23:56 - 翌0:55          | 2019年10月8日  | 同時ネット |
| 静岡県         | 静岡放送（SBS）           | TBS系列 | 月曜 23:56 - 翌0:55          | 2018年10月22日 | 同時ネット |
| 鳥取県・島根県 | 山陰放送（BSS）           | TBS系列 | 月曜 23:56 - 翌0:55          | 2018年10月22日 | 同時ネット |
| 岡山県・香川県 | RSK山陽放送（RSK）        | TBS系列 | 月曜 23:56 - 翌0:55          | 2018年10月22日 | 同時ネット |
| 広島県         | 中国放送（RCC）           | TBS系列 | 月曜 23:56 - 翌0:55          | 2018年10月22日 | 同時ネット |
| 愛媛県         | あいテレビ（itv）         | TBS系列 | 月曜 23:56 - 翌0:55          | 2018年10月22日 | 同時ネット |
| 福岡県         | RKB毎日放送（rkb）        | TBS系列 | 月曜 23:56 - 翌0:55          | 2018年10月22日 | 同時ネット |
| 山梨県         | テレビ山梨（UTY）         | TBS系列 | 土曜 0:40 - 1:40（金曜深夜） | 2018年12月1日  | 遅れネット |
| 富山県         | チューリップテレビ（TUT） | TBS系列 | 火曜 0:11 - 1:10（月曜深夜） | 2018年11月20日 | 遅れネット |
| 石川県         | 北陸放送（MRO）           | TBS系列 | 火曜 0:00 - 1:00（月曜深夜） | 2018年10月30日 | 遅れネット |
| 中京広域圏     | CBCテレビ（CBC）          | TBS系列 | 火曜 0:59 - 1:59（月曜深夜） | 2018年10月30日 | 遅れネット |
| 近畿広域圏     | 毎日放送（MBS）           | TBS系列 | 土曜 0:20 - 1:20（金曜深夜） | 2020年2月1日   | 遅れネット |
| 高知県         | テレビ高知（KUTV）        | TBS系列 | 月曜 16:15 - 17:15           | 2019年9月30日  | 遅れネット |
| 宮崎県         | 宮崎放送（mrt）           | TBS系列 | 水曜 0:00 - 1:00（火曜深夜） | 2020年1月15日  | 遅れネット |
| 鹿児島県       | 南日本放送（MBC）         | TBS系列 | 火曜 0:05 - 1:05（月曜深夜） |                | 遅れネット |